# James Tim Brymn

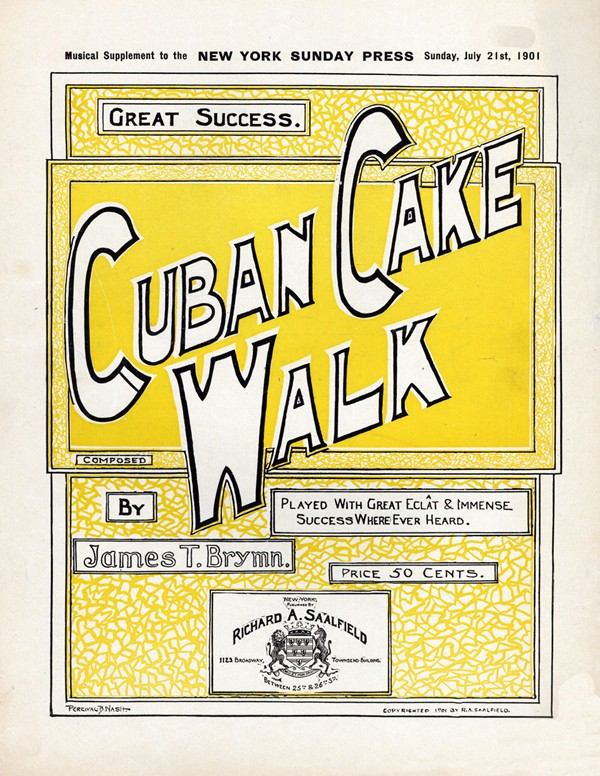
Notenausgabe des von Brymn verfassten Cuban Cake Walk (1901)

James Timothy Brymn (* 5. Oktober 1881 oder 1874 in Kinston (North Carolina); † 3. Oktober 1946 in New York City) war ein amerikanischer Komponist, Orchesterleiter und Pianist, der vor allem im Bereich des Jazz und der Unterhaltungsmusik wirkte. Er wurde auch als Lieutenant James Tim Brymn oder gar als Mr. Jazz Himself  angekündigt.

## Leben und Wirken
Brymn wuchs in Kinston auf. Nach einer Ausbildung am Christian Institute studierte er an der Shaw University in Raleigh. Seine musikalische Ausbildung erhielt er in New York am National Conservatory of Music. Im Jahr 1900 begann er mit dem Komponieren. 1905 wurden fünf Songs, die Brymn geschrieben hatte, in den Smart Set Shows verwendet, „Morning Noon and Night“, „O-San“, „Powhatana“, „Travel On“ sowie „Darktown Grenadiers“. Als musikalischer Leiter der Showproduktion In Dahomey tourte er 1904 durch England. 1907 arbeitete er mit Joe Jordan bei der Produktion des Musicals The Husband zusammen. 1914 war er als musikalischer Leiter in James Reeses Clef Club in Harlem tätig; er dirigierte Orchester und Chor. Im Ersten Weltkrieg diente er in der U.S. Army im Rang eines Second Lieutenant; ab 1918 leitete er die Regimentskapelle der 350th Field Artillery, die auch Black Devils genannt wurde und mit zwei weiteren afroamerikanischen Armeeorchestern Rags und andere Stücke eines frühen Jazz in Frankreich bekannt machte.
Brymn eröffnete mit diesem großformatigen Black Devil Orchestra die Pariser Friedenskonferenz 1919. Nach der Rückkehr in die USA trat das Orchester in der American Academy of Music in Philadelphia auf; ihm wurde attestiert, als „militärische Sinfonie den Kampf des Jazz“ zu führen.
Nach der Entlassung aus der Armee leitete Brymn zunächst Orchester in zwei der angesagten Nachtclubs von New York City, Ziegfelds „Roof Garden“ und Reisenwebers „Jardin de Dance“. 1921 nahm er mit einem umformierten „Black Devil Orchestra“ und der Sängerin Gertrude Saunders zwölf Songs für OKeh Records auf, darunter Daddy Won’t You Please Come Home, Don’t Tell Your Monkey Man und Siren of the Southern Sea. Auch schrieb er den Text zu W. C. Handys Aunt Hagar’s Blues. Mit Spencer Williams und Perry Bradford verfasste er die Revue Put and Take (1921). 1922/1923 dirigierte er die Broadwayshow Liza. 1933 wurde er Mitglied der ASCAP. Während der 1930er Jahre leitete er afroamerikanische Bands der US-Army in Europa.